# Запоріжжя (Пологівський район)
Запорі́жжя — село в Україні, у Молочанській міській громаді Пологівського району Запорізької області. Населення становить 1073 осіб. До 2020 орган місцевого самоврядування - Новомиколаївська сільська рада.

## Географія
Село Запоріжжя знаходиться за 4 км від правого берега річки Курушан, за 3,5 км від сіл Веселе та Українка.

## Історія
- 1930 — дата заснування.
- 12 червня 2020 року, відповідно до Розпорядження Кабінету Міністрів України від № 713-р «Про визначення адміністративних центрів та затвердження територій територіальних громад Запорізької області», увійшло до складу Молочанської міської громади.[2]
- 19 липня 2020 року, в результаті адміністративно-територіальної реформи та ліквідації Токмацького району, селище увійшло до складу Пологівського району.[3]
- 22 червня 2023 року рішенням Національної комісії зі стандартів державної мови віднесено до списку населених пунктів, які «можуть не відповідати лексичним нормам української мови», зокрема стосуватися «російської імперської чи колоніальної політики». Громаді рекомендовано обґрунтувати доцільність збереження поточної назви або запропонувати нову назву в установленому законодавством порядку.[4]

## Економіка
- «Геолан-Агро», ВАТ.

## Об'єкти соціальної сфери
- Школа.
- Будинок культури.

## Постаті
- Воронін Володимир Максимович (нар. 1942) — український радянський комбайнер, політичний діяч, Герой Соціалістичної Праці.
- Гринь Григорій Іванович (нар. 1951) — український хімік-технолог, доктор технічних наук, професор, заслужений діяч науки і техніки України, академік АН вищої освіти України.